# Estación de Vila Nova de Gaia
La Estación de Vila Nova de Gaia, originalmente conocida como Estación de Gaya y también conocida como Estación das Devesas, es una plataforma ferroviaria de la línea del Norte, que sirve a la localidad de Vila Nova de Gaia, en el distrito de Oporto, en Portugal.

## Características

### Localización y accesos
Se encuentra junto a la avenida 5 de octubre, en la localidad de Vila Nova de Gaia.

### Descripción física
En enero de 2011, presentaba tres vías de circulación, con 530, 623 y 480 metros de longitud; las plataformas tenían entre 217 y 37 metros de extensión, y 70 a 40 centímetros de altura.

## Historia

### Inauguración
El tramo entre Vila Nova de Gaia y Estarreja, de la línea del Norte, fue inaugurado por la Compañía Real de los Caminhos de Ferro Portugueses el 8 de julio de 1863; después de la inauguración del tramo entre Estarreja y Taveiro, el 10 de abril de 1864, la Compañía Real inició varios servicios mixtos, entre Vila Nova de Gaia y Coímbra, con paradas en varias estaciones por el camino.

### SigloXX
En diciembre de 1902, estaba prevista la realización de obras de expansión en esta plataforma, debido al aumento exponencial en el movimiento ferroviario que se estaba experimentando; la Compañía Real destinó fondos para esta obra en su presupuesto de 1903, presentado el 24 de diciembre de 1902, habiéndose cerrado la adjudicación del proyecto, el 9 de mayo de 1903, siendo presentado por la Compañía Real al Gobierno, que lo aprobó el 27 de junio, con base en la información del Consejo Superior de Obras Públicas, del 18 de mayo. El barrio de la estación fue ampliado por la Compañía de los Ferrocarriles Portugueses en 1933.

### Movimiento de mercancías
Esta estación recibió, en el siglo XX, hortalizas y frutas de Olhão, Fuzeta, Luz de Tavira, Conceição, y Cacela; durante la primavera y el otoño, la mayor parte del volumen de frutas estaba constituido por cítricos.